# Packard 1958

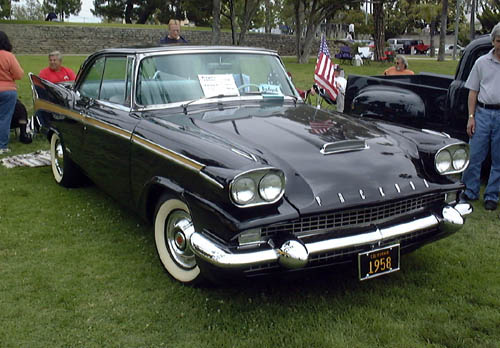
Packard Hardtop-Coupé 2 Türen (1958)

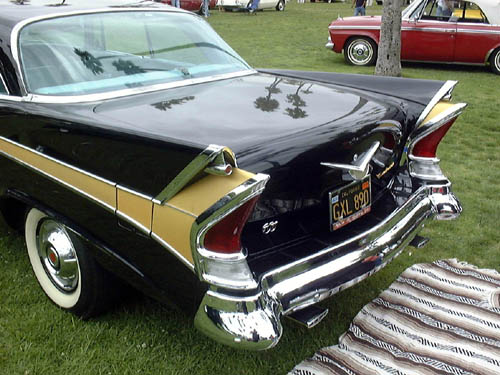
Packards herausstechende Heckflossen

Die Packard-Automobile von 1957 und 1958 waren eigentlich Studebaker, die leicht überarbeitet, mit Packard-Firmenzeichen versehen und besser ausgestattet waren. Ende 1956 wurde die Packard-Fabrik für Motoren und Getriebe in Detroit an Curtiss-Wright vermietet und die Montagehalle am East Grand Boulevard verkauft, womit die Produktion der eigentlichen Packard-Automobile endete. Einige Geschäftsleitungsmitglieder von Studebaker-Packard betrachteten den Namen Packard aber immer noch als Wert. Diese Wagen wurden in der Hoffnung entwickelt, dass man so viele davon verkaufen könnte, dass die Firma die Möglichkeit hätte, einen komplett neuen Luxuswagen zu entwerfen und herzustellen.
Im Jahre 1958 gab es neben dem Packard Hawk nur noch ein Sammelmodell in drei Karosserieformen, die aus dem Packard Clipper des Vorjahres entwickelt worden waren: die 4-türige Limousine und den 5-türigen Kombi, der einfach „Packard“ hieß, und ein 2-türiges Hardtop-Coupé (manchmal als Starlight, einem Studebaker-Namen bezeichnet). Die Rückleuchten kamen vom Clipper des Modelljahres 1956, während die Scheinwerferschuten, die Achskappen, das Armaturenbrett und die Inneneinrichtung von Packard stammte. (Eigentlich waren alle Teile so gebaut, dass sie trotz „Packard-Look“ in den Studebaker passten, einige aber waren wirklich übriggebliebene Packardteile).
Duncan McRae bearbeitete die Modelle für das Modelljahr 1958, und die Finanzen von Studebaker-Packard ließen nur billigste Änderungen zu. Rechteckige Scheinwerfer schuf man mit Fiberglas-Abdeckungen an den vorderen Kotflügeln der Vorjahresmodelle, die für zwei Scheinwerfer ausgelegt waren. McRae beschloss, den Heckflossenauswüchsen des 1957er Chrysler zu folgen, und setzte auf die vorhandenen hinteren Kotflügel Aufsätze aus Fiberglas. Die Packards bekamen auch einen „Fischmaul“-Grill, damit man sie leichter von ihren Studebaker-„Cousins“ unterscheiden konnte.
Der Autojournalist „Uncle“ Tom McCahill bemerkte, dass der Wagen von hinten so aussähe, als wenn er zu lange in der Sonne gestanden hätte, die Fiberglas-Heckflossen zu schmelzen begonnen hätten und nun über die Kotflügelseiten hinunterliefen.
Nur 2.034 Stück der drei Standardmodelle (Limousine, Hardtop-Coupé und Kombi) wurden hergestellt; dazu gab es 588 Packard Hawk. Der seltenste der 1958er Packards ist der Kombi mit nur 159 Exemplaren. Der letzte Packard verließ die Montagelinie in South Bend (Indiana) am 13. Juli 1958.
1962 ließ die Studebaker-Packard Corporation offiziell den Namen „Packard“ fallen.

## Filme
Ein purpur-goldfarbener Packard Kombi von 1958 ist im Film „Hearts in Atlantis“ aus dem Jahre 2001 zu sehen.